# Prionodontidae
Prionodon es el único género de mamíferos carnívoros de la familia Prionodontidae, y está compuesto por dos especies que habitan el sudeste de Asia y Borneo.
Con aspecto de gineta, son carnívoros, nocturnos y solitarios, difíciles de observar en la naturaleza. Su conservación no merece una atención especial, aunque la pérdida de hábitat puede hacer que cambie de estatus.

## Sistemática
Su sistemática ha sido muy complicada y confusa, siendo inicialmente incluido como sección en el género Felis debido a los numerosos caracteres taxonómicos convergentes con este género. Posteriormente fue incluido como subfamilia entre los vivérridos. Recientes investigaciones en el campo de la genética molecular han revelado que es un grupo hermano de los actuales félidos, constituyendo su propia familia, Prionodontidae, comúnmente denominados linsangs.

## Descripción y hábitat
Similares a una gineta pero algo más esbeltos, los linsangs poseen el morro afilado, el cuello alargado, la nuca rayada, la cola tan larga como el resto del cuerpo que posee un patrón de manchas oscuras, y una dentición hipercarnívora.
Habitan en la selva húmeda y en bosques perennes tropicales en una amplia zona del sureste asiático, hasta los 2700 m de altitud. También han sido observados en los ecotonos y zonas de mosaico de estas selvas y zonas agrícolas.
Los linsangs son de hábitos solitarios y nocturnos, difíciles de observar en estado salvaje, por lo que no se tiene suficiente información de su organización social ni otras costumbres. Son carnívoros y se alimentan de roedores, anfibios, pequeños reptiles, pequeñas aves, insectos y también carroña.
Se reproducen una o dos veces al año durante la primavera y el verano. Las hembras suelen parir dos crías cada vez que cuidan y alimentan en madrigueras. A los cuatro meses alcanzan el tamaño adulto y, en cautividad, han alcanzado edades de 10 años.
Los machos marcan el territorio con la orina y heces y también con olor proveniente del cuello, espalda y flancos que frotan en troncos de árboles y rocas. Machos y hembras emiten gruñidos, ruidos silbantes y chirridos acompañados de un tamborileo efectuado con las patas cuando se sienten amenazados.
A pesar de que a veces son cazados por su piel, en la Lista Roja de la UICN ambas especies aparecen en la categoría LC, es decir, «preocupación menor».

## Especies
Es un género constituido por dos especies, Prionodon linsang, linsang rayado, que habita en la península de Malaca y las islas de Java y Borneo, y Prionodon pardicolor, linsang manchado, cuyo rango de distribución abarca desde India, Nepal, Bután y el sur de China hasta Vietnam, norte de Tailandia, norte de Birmania, Laos y Camboya.